# Nadejda Skardino
Nadejda Skardino (n. 27 martie 1985, Leningrad, RSFS Rusă, URSS) este o biatlonistă ce a reprezentat Rusia, medaliată olimpică. A participat la 3 ediții ale Jocurilor Olimpice (2010, 2014, 2018) în care a câștigat două medalii de bronz.